# Bahnstrecke Ringsted–Rødby Færge
| Bahnhof Næstved | |                                                                        |                                                                        |
| Streckennummer: | Banedanmark: 2 (Ringsted–(Lundby)) |                                                                        |                                                                        |
| Kursbuchstrecke: | DSB 54 |                                                                        |                                                                        |
| Streckenlänge: | 119,3 km |                                                                        |                                                                        |
| Spurweite: | 1435 mm (Normalspur) |                                                                        |                                                                        |
| Stromsystem: | Ringsted–Lundby, Ringsted–Næstved: 25 kV 50 Hz ~ |                                                                        |                                                                        |
| Maximale Neigung: | Mogenstrup–Vordingborg: 6,0 bis 5,1 ‰, Vordingborg–Nørre Alslev: 8,5 bis 7,1 ‰, Nørre Alslev–Eskildstrup: 7,0 bis 6,1 ‰, Eskilstrup–Nykøbing F: 3,0 bis 0,0 ‰ |                                                                        |                                                                        |
| Streckengeschwindigkeit: | Ringsted–Næstved 180 km/h Næstved–Lundby 160 km/h |                                                                        |                                                                        |
| Zugbeeinflussung: | ZUB 123, ETCS |                                                                        |                                                                        |
| Zweigleisigkeit: | Ringsted–Vordingborg; Orehoved–Nykøbing F |                                                                        |                                                                        |
| | |                                                                        |                                                                        |
| \| \| \| Bahnstrecke København–Fredericia von København H \| \| \| \| \| Sjællandske midtbane von Hvalsø \| \| \| \| \| Køge–Ringsted Banen von Køge \| \| \| \| 63,9 \| Ringsted \| Ringsted \| \| \| \| nach Fredericia \| \| \| \| \| Englerup (bis 1962) \| \| \| \| \| Vrangstrup (bis 1966) \| \| \| \| \| Tyvelse (15. Sept. 1962–14. Mai 1936) \| \| \| \| \| \| \| \| \| 75,6 \| Glumsø \| Glumsø \| \| \| \| Herlufmagle (bis 1966) \| \| \| \| \| Søgård (bis 1962) \| \| \| \| \| Rislev (bis 1962) \| \| \| \| \| von Slagelse \| \| \| \| \| von Roskilde \| \| \| \| 90,7 \| Næstved \| Næstved \| \| \| \| nach Præstø \| \| \| \| \| \| \| \| \| \| Ausbesserungswerk Næstved \| \| \| \| 95,2 \| Anfang ETCS-Strecke[4] \| Anfang ETCS-Strecke[4] \| \| \| \| Lov (bis 1982) \| \| \| \| \| Ring (bis 1982) \| \| \| \| 106,6 \| Lundby \| Lundby \| \| \| 111,9 \| Klarskov (bis 1982) \| Klarskov (bis 1982) \| \| \| 118,1 \| Vordingborg \| Vordingborg \| \| \| \| nach Kalvehave \| \| \| \| 119,6 \| Masnedsund (Pers.-Halt bis 1955) \| Masnedsund (Pers.-Halt bis 1955) \| \| \| \| Masnedsundbroen \| \| \| \| 121,9 \| Masnedø \| Masnedø \| \| \| \| (bis 1937) \| \| \| \| \| Færgehal \| \| \| \| 120,0 \| Storstrømsbroen \| Storstrømsbroen \| \| \| 127,3 \| Orehoved (Pers.-Halt bis 1982; von 2015 bis 15. Sept. 2019 \| Orehoved (Pers.-Halt bis 1982; von 2015 bis 15. Sept. 2019 \| \| \| \| Umsteigepunkt zum SEV von Vordingborg[5]) \| \| \| \| \| Nyskole \| \| \| \| \| (bis 1937) \| \| \| \| \| von Stubbekøbing (nicht realisiert) \| \| \| \| 132,3 \| Nørre Alslev \| Nørre Alslev \| \| \| \| nach Guldborg (nicht realisiert) \| \| \| \| 136,8 \| Eskilstrup[6] \| Eskilstrup[6] \| \| \| 140,9 \| Tingsted \| Tingsted \| \| \| \| Bahnstrecke Stubbekøbing–Nykøbing–Nysted von Stubbekøbing \| \| \| \| \| \| \| \| \| 146,3 \| Nykøbing Falster \| Nykøbing Falster \| \| \| \| Bahnstrecke Nykøbing–Gedser nach Gedser \| \| \| \| \| Hafenbahn \| \| \| \| \| \| \| \| \| \| Guldborgsund (bis 1962) \| \| \| \| \| Guldborgsund, Kong Frederik d. IX’s Bro (seit 1962) \| \| \| \| \| Sundby (Endstation der Lollandsbane vom 1. Juli 1874 bis 1. Okt. 1875)[7] \| \| \| \| \| \| \| \| \| \| Nagelsti \| 7,8 m.o.h. \| \| \| \| Bahnstrecke Stubbekøbing–Nykøbing–Nysted nach Nysted \| \| \| \| 148,2 \| Nykøbing F Vest \| Nykøbing F Vest \| \| \| \| Bahnstrecke Nykøbing F–Nakskov nach Nakskov \| \| \| \| 150,0 \| Ende ETCS-Strecke[4] \| Ende ETCS-Strecke[4] \| \| \| 150,0 \| \| \| \| \| 156,3 \| Lolland Nord \| Lolland Nord \| \| \| \| Døllefjelde-Musse (Sonderzüge zum Jahrmarkt) \| 13,5 m.o.h. \| \| \| 165,3 \| Lolland Midt \| Lolland Midt \| \| \| 173,1 \| Lolland Syd \| Lolland Syd \| \| \| \| Feste Fehmarnbeltquerung nach Lübeck \| \| \| \| \| Holeby (Lolland Syd) \| \| \| \| \| von Rødby \| \| \| \| 181,3 \| Rødby Øst \| 6,8 m.o.h. \| \| \| \| Rødby Havn (24. Mai 1912 bis 28. Mai 1968)[8] \| 1,5 m.o.h. \| \| \| 183,2 \| Rødby Færge (14. Mai 1963 bis 30. April 2021)[9] \| 2,3 m.o.h. \| \| \| \| Vogelfluglinie nach Lübeck / Fehmarnbelttunnel \| \| | |                                                                        |                                                                        |
| Strecke | | Bahnstrecke København–Fredericia von København H                       | Bahnstrecke København–Fredericia von København H                       |
| Abzweig geradeaus und ehemals von links | | Sjællandske midtbane von Hvalsø                                        | Sjællandske midtbane von Hvalsø                                        |
| Abzweig geradeaus und ehemals von links | | Køge–Ringsted Banen von Køge                                           | Køge–Ringsted Banen von Køge                                           |
| Bahnhof | 63,9 | Ringsted                                                               | Ringsted                                                               |
| Abzweig geradeaus und nach rechts | | nach Fredericia                                                        | nach Fredericia                                                        |
| ehemaliger Haltepunkt / Haltestelle | | Englerup (bis 1962)                                                    | Englerup (bis 1962)                                                    |
| ehemaliger Bahnhof | | Vrangstrup (bis 1966)                                                  | Vrangstrup (bis 1966)                                                  |
| ehemaliger Haltepunkt / Haltestelle | | Tyvelse (15. Sept. 1962–14. Mai 1936)                                  | Tyvelse (15. Sept. 1962–14. Mai 1936)                                  |
| ehemalige Überleitstelle / Spurwechsel | |                                                                        |                                                                        |
| Haltepunkt / Haltestelle | 75,6 | Glumsø                                                                 | Glumsø                                                                 |
| ehemaliger Bahnhof | | Herlufmagle (bis 1966)                                                 | Herlufmagle (bis 1966)                                                 |
| ehemaliger Haltepunkt / Haltestelle | | Søgård (bis 1962)                                                      | Søgård (bis 1962)                                                      |
| ehemaliger Haltepunkt / Haltestelle | | Rislev (bis 1962)                                                      | Rislev (bis 1962)                                                      |
| Abzweig geradeaus und ehemals von rechts | | von Slagelse                                                           | von Slagelse                                                           |
| Abzweig geradeaus und von links | | von Roskilde                                                           | von Roskilde                                                           |
| Bahnhof | 90,7 | Næstved                                                                | Næstved                                                                |
| Abzweig geradeaus und ehemals nach links | | nach Præstø                                                            | nach Præstø                                                            |
| Abzweig geradeaus und ehemals nach links · Strecke von rechts (außer Betrieb) | |                                                                        |                                                                        |
| Strecke · Betriebsstelle Streckenende (Strecke außer Betrieb) | | Ausbesserungswerk Næstved                                              | Ausbesserungswerk Næstved                                              |
| Grenze | 95,2 | Anfang ETCS-Strecke                                                    | Anfang ETCS-Strecke                                                    |
| ehemaliger Bahnhof | | Lov (bis 1982)                                                         | Lov (bis 1982)                                                         |
| ehemaliger Haltepunkt / Haltestelle | | Ring (bis 1982)                                                        | Ring (bis 1982)                                                        |
| Bahnhof | 106,6 | Lundby                                                                 | Lundby                                                                 |
| ehemaliger Bahnhof | 111,9 | Klarskov (bis 1982)                                                    | Klarskov (bis 1982)                                                    |
| Bahnhof | 118,1 | Vordingborg                                                            | Vordingborg                                                            |
| Abzweig geradeaus und ehemals nach links | | nach Kalvehave                                                         | nach Kalvehave                                                         |
| ehemaliger Dienststation / Betriebs- oder Güterbahnhof | 119,6 | Masnedsund (Pers.-Halt bis 1955)                                       | Masnedsund (Pers.-Halt bis 1955)                                       |
| Brücke über Wasserlauf | | Masnedsundbroen                                                        | Masnedsundbroen                                                        |
| ehemaliger Dienststation / Betriebs- oder Güterbahnhof | 121,9 | Masnedø                                                                | Masnedø                                                                |
| Strecke von links (außer Betrieb) · Abzweig geradeaus und ehemals nach rechts | | (bis 1937)                                                             | (bis 1937)                                                             |
| Bahnhof (Strecke außer Betrieb) · Strecke | | Færgehal                                                               | Færgehal                                                               |
| Eisenbahnfähre (Strecke außer Betrieb) · Brücke über Wasserlauf | 120,0 | Storstrømsbroen                                                        | Storstrømsbroen                                                        |
| Bahnhof (Strecke außer Betrieb) · Dienststation / Betriebs- oder Güterbahnhof | 127,3 | Orehoved (Pers.-Halt bis 1982; von 2015 bis 15. Sept. 2019             | Orehoved (Pers.-Halt bis 1982; von 2015 bis 15. Sept. 2019             |
| Strecke (außer Betrieb) · Strecke | | Umsteigepunkt zum SEV von Vordingborg)                                 | Umsteigepunkt zum SEV von Vordingborg)                                 |
| Haltepunkt / Haltestelle (Strecke außer Betrieb) · Strecke | | Nyskole                                                                | Nyskole                                                                |
| Strecke nach links (außer Betrieb) · Abzweig geradeaus und ehemals von rechts | | (bis 1937)                                                             | (bis 1937)                                                             |
| Abzweig geradeaus und ehemals von links | | von Stubbekøbing (nicht realisiert)                                    | von Stubbekøbing (nicht realisiert)                                    |
| Haltepunkt / Haltestelle | 132,3 | Nørre Alslev                                                           | Nørre Alslev                                                           |
| Abzweig geradeaus und ehemals nach rechts | | nach Guldborg (nicht realisiert)                                       | nach Guldborg (nicht realisiert)                                       |
| Haltepunkt / Haltestelle | 136,8 | Eskilstrup                                                             | Eskilstrup                                                             |
| Dienststation / Betriebs- oder Güterbahnhof | 140,9 | Tingsted                                                               | Tingsted                                                               |
| Abzweig geradeaus und ehemals von links | | Bahnstrecke Stubbekøbing–Nykøbing–Nysted von Stubbekøbing              | Bahnstrecke Stubbekøbing–Nykøbing–Nysted von Stubbekøbing              |
| Strecke nach links · Strecke von rechts | |                                                                        |                                                                        |
| Bahnhof | 146,3 | Nykøbing Falster                                                       | Nykøbing Falster                                                       |
| Abzweig geradeaus und ehemals nach links | | Bahnstrecke Nykøbing–Gedser nach Gedser                                | Bahnstrecke Nykøbing–Gedser nach Gedser                                |
| Abzweig geradeaus und ehemals nach rechts | | Hafenbahn                                                              | Hafenbahn                                                              |
| Strecke von links (außer Betrieb) · Abzweig geradeaus und ehemals nach rechts | |                                                                        |                                                                        |
| Brücke über Wasserlauf (Strecke außer Betrieb) · Strecke | | Guldborgsund (bis 1962)                                                | Guldborgsund (bis 1962)                                                |
| Strecke (außer Betrieb) · Brücke über Wasserlauf | | Guldborgsund, Kong Frederik d. IX’s Bro (seit 1962)                    | Guldborgsund, Kong Frederik d. IX’s Bro (seit 1962)                    |
| Kopfbahnhof Streckenanfang (Strecke außer Betrieb) · Abzweig ehemals geradeaus und von links · Strecke nach rechts | | Sundby (Endstation der Lollandsbane vom 1. Juli 1874 bis 1. Okt. 1875) | Sundby (Endstation der Lollandsbane vom 1. Juli 1874 bis 1. Okt. 1875) |
| Strecke nach links (außer Betrieb) · Abzweig geradeaus und ehemals von rechts | |                                                                        |                                                                        |
| ehemaliger Haltepunkt / Haltestelle | | Nagelsti                                                               | 7,8 m.o.h.                                                             |
| Abzweig geradeaus und ehemals nach links | | Bahnstrecke Stubbekøbing–Nykøbing–Nysted nach Nysted                   | Bahnstrecke Stubbekøbing–Nykøbing–Nysted nach Nysted                   |
| Blockstelle | 148,2 | Nykøbing F Vest                                                        | Nykøbing F Vest                                                        |
| Abzweig geradeaus und nach rechts | | Bahnstrecke Nykøbing F–Nakskov nach Nakskov                            | Bahnstrecke Nykøbing F–Nakskov nach Nakskov                            |
| Grenze | 150,0 | Ende ETCS-Strecke                                                      | Ende ETCS-Strecke                                                      |
| | 150,0 |                                                                        |                                                                        |
| Dienststation / Betriebs- oder Güterbahnhof (Strecke außer Betrieb) | 156,3 | Lolland Nord                                                           | Lolland Nord                                                           |
| Haltepunkt / Haltestelle (Strecke außer Betrieb) | | Døllefjelde-Musse (Sonderzüge zum Jahrmarkt)                           | 13,5 m.o.h.                                                            |
| Dienststation / Betriebs- oder Güterbahnhof (Strecke außer Betrieb) | 165,3 | Lolland Midt                                                           | Lolland Midt                                                           |
| Dienststation / Betriebs- oder Güterbahnhof (Strecke außer Betrieb) | 173,1 | Lolland Syd                                                            | Lolland Syd                                                            |
| Abzweig geradeaus und nach links (Strecke außer Betrieb) · Strecke von rechts (außer Betrieb) | | Feste Fehmarnbeltquerung nach Lübeck                                   | Feste Fehmarnbeltquerung nach Lübeck                                   |
| Strecke (außer Betrieb) · Bahnhof (Strecke außer Betrieb) | | Holeby (Lolland Syd)                                                   | Holeby (Lolland Syd)                                                   |
| Strecke von rechts (außer Betrieb) · Strecke (außer Betrieb) · Strecke (außer Betrieb) | | von Rødby                                                              | von Rødby                                                              |
| Strecke (außer Betrieb) · Blockstelle (Strecke außer Betrieb) · Strecke (außer Betrieb) | 181,3 | Rødby Øst                                                              | 6,8 m.o.h.                                                             |
| Kopfbahnhof Streckenende (Strecke außer Betrieb) · Strecke (außer Betrieb) · Strecke (außer Betrieb) | | Rødby Havn (24. Mai 1912 bis 28. Mai 1968)                             | 1,5 m.o.h.                                                             |
| Bahnhof (Strecke außer Betrieb) · Tunnelanfang (Strecke außer Betrieb) | 183,2 | Rødby Færge (14. Mai 1963 bis 30. April 2021)                          | 2,3 m.o.h.                                                             |
| Eisenbahnfähre (Strecke außer Betrieb) | | Vogelfluglinie nach Lübeck / Fehmarnbelttunnel                         | Vogelfluglinie nach Lübeck / Fehmarnbelttunnel                         |

Die Bahnstrecke Ringsted–Rødby Færge ist eine teilweise eingleisige Hauptstrecke in Dänemark. Sie wird auch als Sydbanen bezeichnet und ist Teil der Vogelfluglinie, die Deutschland mit Dänemark verbindet.

## Geschichte

### Der Bahnbau im 19. Jahrhundert

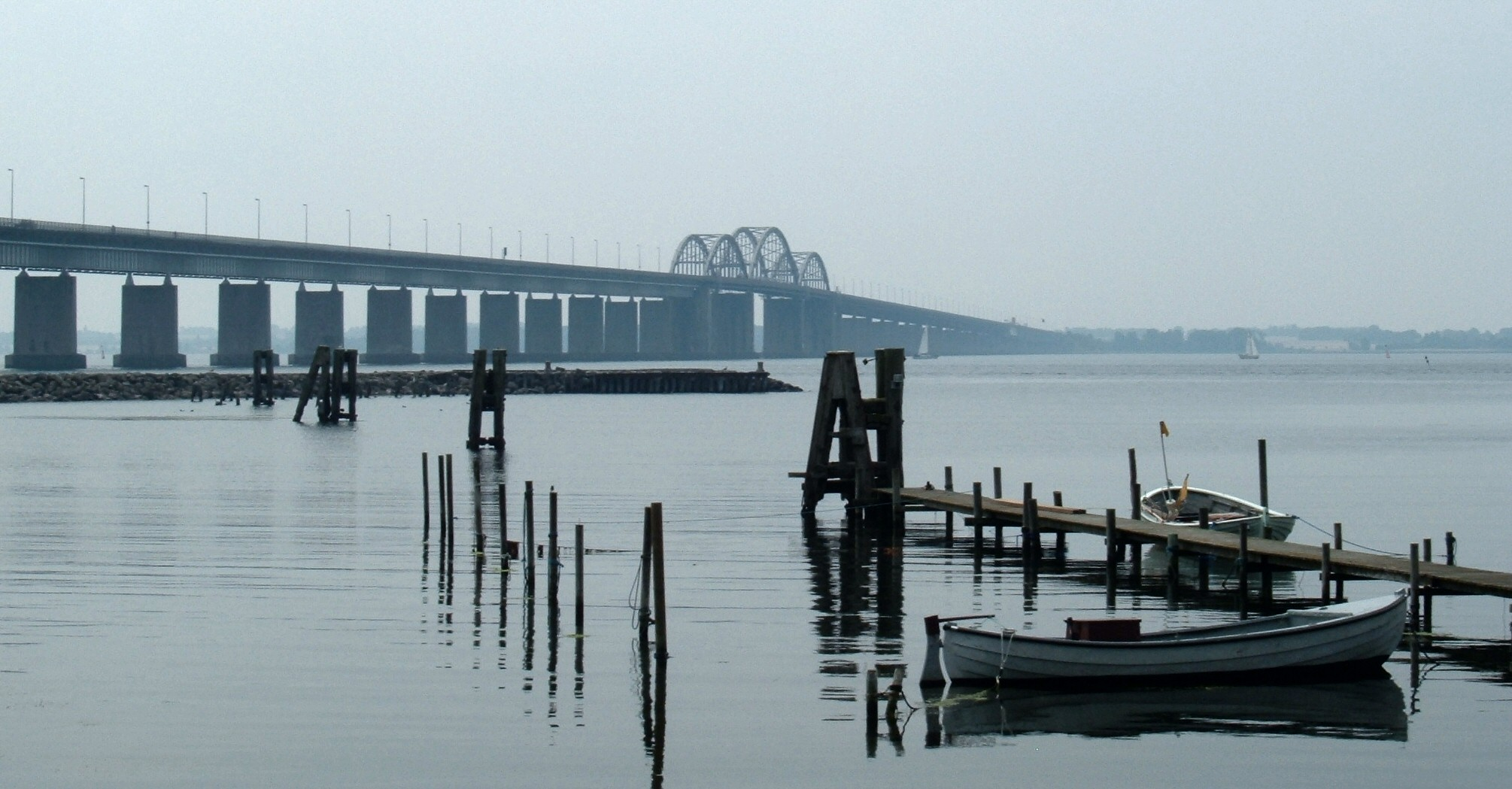
Storstrømsbroen

Am 4. Oktober 1870 wurde die Eisenbahnstrecke von Roskilde, wo sie von der Bahnstrecke København–Fredericia abzweigt, nach Masnedsund am Storstrømmen in Betrieb genommen. Im Gegensatz zur heutigen Verbindung führte diese Strecke über Køge nach Næstved (→ Bahnstrecke Roskilde–Næstved). Zwei Jahre später am 22. August 1872 wurde dann die erste Eisenbahnstrecke auf der Insel Falster von Orehoved auf der anderen Seite des Storstrømmen nach Nykøbing Falster eröffnet. Von Nykøbing aus bestand ab 1873 eine Postdampferverbindung nach Rostock. Die Schienenverbindung zwischen Masnedsund und Orehoved wurde am 15. Januar 1884 durch die Einrichtung einer Eisenbahnfähre hergestellt.
Von Nykøbing aus entstand 1874 die Bahnstrecke nach Nakskov. 1886 wurde die Strecke von Nykøbing nach Gedser eröffnet, wohin dann auch der Endpunkt der Postdampferlinie gelegt wurde. Seitdem 1903 die Eisenbahnfähre Warnemünde–Gedser in Betrieb genommen war, kam auch internationaler Fernverkehr auf die Sydbanen.
Am 1. Januar 1893 wurde die Bahnstrecke Roskilde–Nykøbing verstaatlicht und in die Danske Statsbaner integriert.

### Die erste Hälfte des 20. Jahrhunderts
Am 1. Juni 1924 wurde der Streckenabschnitt Ringsted–Næstved in Betrieb genommen. Diese Route zweigt in Ringsted von der Bahnstrecke Kopenhagen–Fredericia ab. Damit ging auch der Fernverkehr auf diesen Abschnitt über, während die alte Strecke zwischen Roskilde und Næstved dem Nahverkehr diente.
Durch die Eröffnung der Storstrømsbroen am 26. September 1937 nach vier Jahren Bauzeit konnte die alte Fähre aufgegeben und die Fahrzeit verkürzt werden.

### Der Bau der Vogelfluglinie
Bereits 1940 gab es in Deutschland und Dänemark Planungen zum Bau einer Verbindung zwischen den beiden Ländern mit einer Fährverbindung zwischen Rødby auf der dänischen Insel Lolland und Puttgarden auf der deutschen Insel Fehmarn. Gegenüber der bisherigen Fährverbindung Gedser–Warnemünde ließe sich dadurch die Fährstrecke deutlich verkürzen und außerdem eine bessere Anbindung Norddeutschlands herstellen, gegenüber der Verbindung über den Großen Belt eine deutlich kürzere Gesamtstrecke. Am 3. Januar 1941 wurde daher durch den dänischen Reichstag ein entsprechendes Gesetz erlassen. Am 8. April des Jahres kam es zu einem Regierungsabkommen zwischen Dänemark und Deutschland bezüglich des Baus dieser Verbindung. Der Zweite Weltkrieg verhinderte jedoch größere Baumaßnahmen.
Nach dem Kriegsende und der Teilung Deutschlands war diese Route wieder interessant, weil die Verbindung Gedser–Warnemünde seit 1949 zum Einflussbereich der Deutschen Reichsbahn gehörte. Daher wurde 1951 zwischen Dänemark und der Bundesrepublik Deutschland die Einrichtung einer Eisenbahnfähre Großenbrode–Gedser als vorübergehende Lösung beschlossen. Durch den Bau neuer Fährschiffe wurden bald viele internationale Fernzüge zwischen Deutschland und Skandinavien über diese Verbindung und über die Sydbane geführt. Dazu gehörte der Italien-Skandinavien-Express mit Kurswagen von Rom nach Stockholm.
Da die Fährverbindung über Gedser schnell an ihre Kapazitätsgrenze gelangt war, kam es am 13. Juni 1958 zum Staatsvertrag zwischen der Bundesrepublik Deutschland und Dänemark zum Bau der Vogelfluglinie. Durch die deutlich kürzere Fährstrecke wurden mehr Schiffskurse pro Tag bei der gleichen Anzahl von Schiffen möglich. Am 14. Mai 1963 wurde die Vogelfluglinie eröffnet und mit ihr die Strecke Nykøbing–Rødby Færge. In Rødby Færge war dazu ein Fährhafen mit zwei Fährbetten entstanden. In der Folge wurde die Strecke zu einer der wichtigsten Verbindungen zwischen Norddeutschland und Südskandinavien.

### Neustrukturierung ab 1997
Mit der Eröffnung der Großer-Belt-Brücke wurde der gesamte Güterverkehr von der Vogelfluglinie auf die neue Verbindung verlegt. Zugleich wurde der Fährbetrieb zwischen Puttgarden und Rødby neu strukturiert. Es wurden neue Doppelendfähren beschafft, die nur noch mit einem Gleis zum Transport von Eisenbahnfahrzeugen ausgestattet waren. Damit war die Umstellung des Personenverkehrs auf den Einsatz von Triebzügen der Baureihe MF der DSB verbunden.
2009 und 2010 wurde die Streckenführung mit neuen Schienen verbessert. Die Höchstgeschwindigkeit beträgt seitdem zwischen Ringsted und Vordingborg 160 km/h. Es ist geplant, in Verbindung mit dem Bau des Fehmarnbelttunnels den Abschnitt zwischen Orehoved und Rødby Færge zweigleisig auszubauen. Zudem soll die ganze Strecke elektrifiziert werden.
Ein großer Teil der Gleise in Rødby sind seit 1997 stillgelegt worden. Die Kreuzungsbahnhöfe Lolland Nord, Lolland Midt und Lolland Süd wurden 2016 vom offiziellen Streckenplan gestrichen. Die Signale wurden abgebaut; die Kreuzungsgleise sind abgesperrt.
2011 wurde festgestellt, dass die Storstrømsbro erneuerungsbedürftig war. Statt des ursprünglichen Plans, diese Brücke als eingleisigen Streckenabschnitt beizubehalten, wurde eine neue kombinierte Brücke für zwei Gleise und den Straßenverkehr projektiert. Der Bau sollte bis 2023 abgeschlossen werden, wurde aber um mehrere Jahre verschoben.
2014 wurde mit der Erneuerung von 18 Brücken begonnen. Die Bahnsteige in Vordingborg und Rødby Færge wurden erneuert. 2016 begannen die Bauarbeiten für die neue Masnedsundbroen. Zwischen 2022 und 2024 soll die Elektrifizierung der Strecke erfolgen.
Der Streckenabschnitt zwischen Vordingborg und Nykøbing wird zweigleisig ausgebaut. Im Süden von Eskilstrup werden Linienverbesserungen östlich des bisherigen Streckenverlaufes vorgenommen und Kurven begradigt. Der Bahnhof in Eskilstrup erhält einen neuen zweiten Bahnsteig.
In Orehoved wurde ein hölzerner Bahnsteig errichtet, der während der Bauphase von 2015 bis 15. September 2019 als Umsteigepunkt zwischen Zug und Schienenersatzverkehr diente. Zwischen Næstved und Ringsted wurde im Zeitraum vom 28. März bis 29. November 2020 die Strecke für Bauarbeiten komplett gesperrt.
Auf Grund der Bauarbeiten wurden am 1. August 2021 im Bahnhof Nykøbing Falster die Gleisverbindungen komplett getrennt. Die Regionalzüge der DSB von und nach Oesterport endeten am Gleis 3. Zudem wurde die Kong Frederik d. IX’s Bro für Öffnungen für den Schiffsverkehr gesperrt.

## Bauarbeiten im Zusammenhang mit der Festen Fehmarnbeltquerung

### Zeitplan
- Bis 2021 wurde die Strecke zwischen Ringsted und Nykøbing Falster doppelgleisig ausgebaut und mit einem neuen Signalsystem ausgestattet.[4]
- Mit der Fertigstellung der Storstrømsbroen wird die Strecke elektrifiziert. Alle Arbeiten sollen spätestens 2024 abgeschlossen sein.[veraltet]
- Zwischen Nykøbing Falster und Holeby werden die Bauarbeiten so ausgeführt, dass sie an die Eröffnung der zukünftigen festen Tunnelverbindung über den Fehmarnbelt angepasst sind. Der endgültige Zeitplan ist noch nicht bekannt. Brückenbauarbeiten über kreuzenden Straßen begannen im Jahr 2018.[15]

### Ergebnisse
Am 20. September 2021 wurde der völlig neu gestaltete Haltepunkt und ehemalige Bahnhof Nørre Alslev in Betrieb genommen. Der Haltepunkt wurde mit neuen, höheren Bahnsteigen aufgewertet, was das Einsteigen in die zukünftig verkehrenden Elektrotriebzüge erleichtert. Außerdem wurde der Bahnhof mit neuen Lärmschutzwänden, Aufzügen und Unterständen ausgestattet.
Am 15. Oktober 2021 wurde der elektrische Betrieb auf dem Streckenabschnitt Ringsted–Næstved aufgenommen. Ab dem 20. Juli 2022 wurde die Oberleitung für den Abschnitt Næstved–Lundby (ETCS-Haltezeichen Lu-136 bzw. ETCS-Haltezeichen Lu-336) vorübergehend mit einer Höchstgeschwindigkeit von 120 km/h zugelassen. Es durften nur die Lokomotiven EB 3206, 3211, 3224 und 3227 eingesetzt werden. Seit dem Fahrplanwechsel 2023/24 am 11. Dezember 2023 verkehren die Züge zwischen Næstved und Vordingborg elektrisch. Züge nach Nykøbing Falster verkehren weiter mit Dieseltraktion, da der Storstrømsbroen noch nicht elektrifiziert ist.

## Verkehr
Zwischen Kopenhagen (Bahnhof Østerport) und Nykøbing F über Ringsted verkehren stündlich Regionalzüge mit Halt an allen Stationen. Hinzu kamen bis 14. Dezember 2019 fünf bis sechs internationale Zugpaare Kopenhagen–Hamburg, die in Rødby Færge nach Puttgarden trajektiert wurden. Diese wurden mit schnellen Regionalzügen zwischen Kopenhagen und Nykøbing ergänzt, so dass der Hauptteil der Strecke montags bis freitags zwei Zugverbindungen pro Stunde hatte. Die Züge Hamburg–Kopenhagen verkehren seit Dezember 2019 über den Großen Belt, so dass bis zur baubedingten Einstellung des Verkehrs am 27. März 2020 nur Regionalzüge auf der Strecke verkehren. Zwischen Rødby Færge und Nykøbing fahren lediglich noch fünf Zugpaare. Rødby Færge wird nach Abschluss der Bauarbeiten nicht mehr angefahren und stillgelegt. Dafür entsteht ein neuer Bahnhof Lolland Syd, der zwischen Holeby und Rødby liegt.
Von den internationalen Zügen wurden vier Zugpaare als ICE mit Triebwagen der Baureihe 605 der DB AG gefahren, ein bis zwei Züge (saisonal) als EuroCity mit Triebwagen der Baureihe MF der DSB. Diese Züge hielten in Vordingborg, Næstved, Nykøbing und Rødby Færge, jedoch nicht in Ringsted. Der Einsatz der Baureihe 605 auf dieser Verbindung wurde im Dezember 2016 bis auf ein Zugpaar und ab 1. Oktober 2017 komplett beendet.